# Rice County (Minnesota)
Rice County is een county in de Amerikaanse staat Minnesota.
De county heeft een landoppervlakte van 1.289 km² en telt 56.665 inwoners (volkstelling 2000). De hoofdplaats is Faribault.

## Bevolkingsontwikkeling

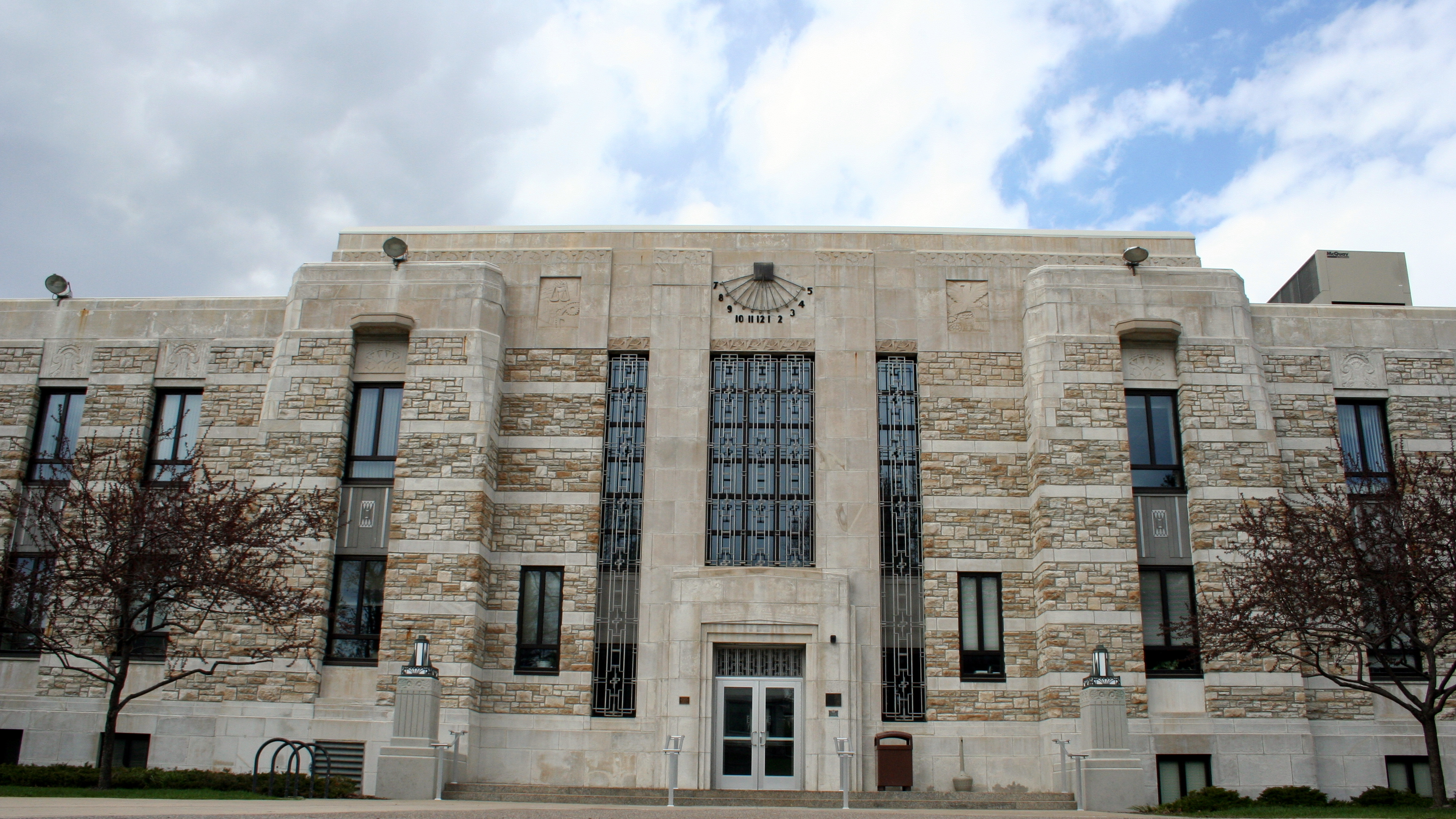
Rice County Courthouse